# Lluís Raventós Artés
Lluís Raventós Artés (Raimat, 9 de novembre de 1933 - Tarragona, 8 de juny de 2023) va ser un sacerdot catòlic i escriptor català.

## Biografia
Després de llicenciar-se en Farmàcia a la Universitat de Barcelona (1958) i en Dret Canònic a la Universitat de Navarra (1965), es va ordenar sacerdot el 1964, moment en què es va incorporar al clergat de la Prelatura de l'Opus Dei. Es va doctorar en Dret Canònic (Universitat de Navarra, 1976). Va exercir el ministeri a les deu diòcesis catalanes, Pamplona-Tudela, Calahorra i La Calçada-Logronyo; i a Aragó. Tenia experiència educativa i pastoral gràcies a la seva labor com a capellà a diversos col·legis: Terraferma (Lleida), Bell-lloc (Girona), Viaró (Barcelona) i Turó (Tarragona). A la capital del Tarragonès va viure els últims anys, treballant en diverses tasques apostòliques.

## Publicacions
Entre les seves publicacions, destaquen aquests llibres. Els tres primers són una invitació a llegir Camino, un clàssic d'espiritualitat de Josemaría Escrivá de Balaguer:
- El treball d'en Pere, 1967, 1a ed., 75 pàg. (sobre la santificació del treball)
- Anton I el Gran, 1969, 1a ed. (sobre les coses petites)
- Els combats d'a Pau, 1981, 1a ed. (sobre les virtuts humanes).
- Pepe Serret: Himno a la vida, 1a ed., 2000. Biografia de l'empresari Josep Serret Borda (1941-1993).[5][6][7]
- Trazo a trazo, la vida cristiana en dibujos, 1a ed., 2020.
- Ratxes al capvespre. Llibre compost de cinquanta imatges gràfiques utilitzades per sant Josemaría en la seva predicació i que Lluis Raventós va comentar i va il·lustrar.[8]